# BRAT1
BRAT1‏ (BRCA1 associated ATM activator 1) هوَ بروتين يُشَفر بواسطة جين BRAT1 في الإنسان.